# 캘커타 블랙홀
캘커타 블랙홀(Black Hole of Calcutta)은 인도 병사들이 1756년 6월 20일 포트 윌리엄에서 사로잡은 영국 포로들을 감금했던 작은 토굴 감옥이다. 논란의 여지가 있지만, 생존자의 증언에 따르면 하룻밤만에 이 방에 갇혀 있던 146명 중에서 123명이 열사병으로 사망했다고 한다. 오늘날 역사가들은 실제 사망자는 많아야 43명정도였을 것으로 추정한다.

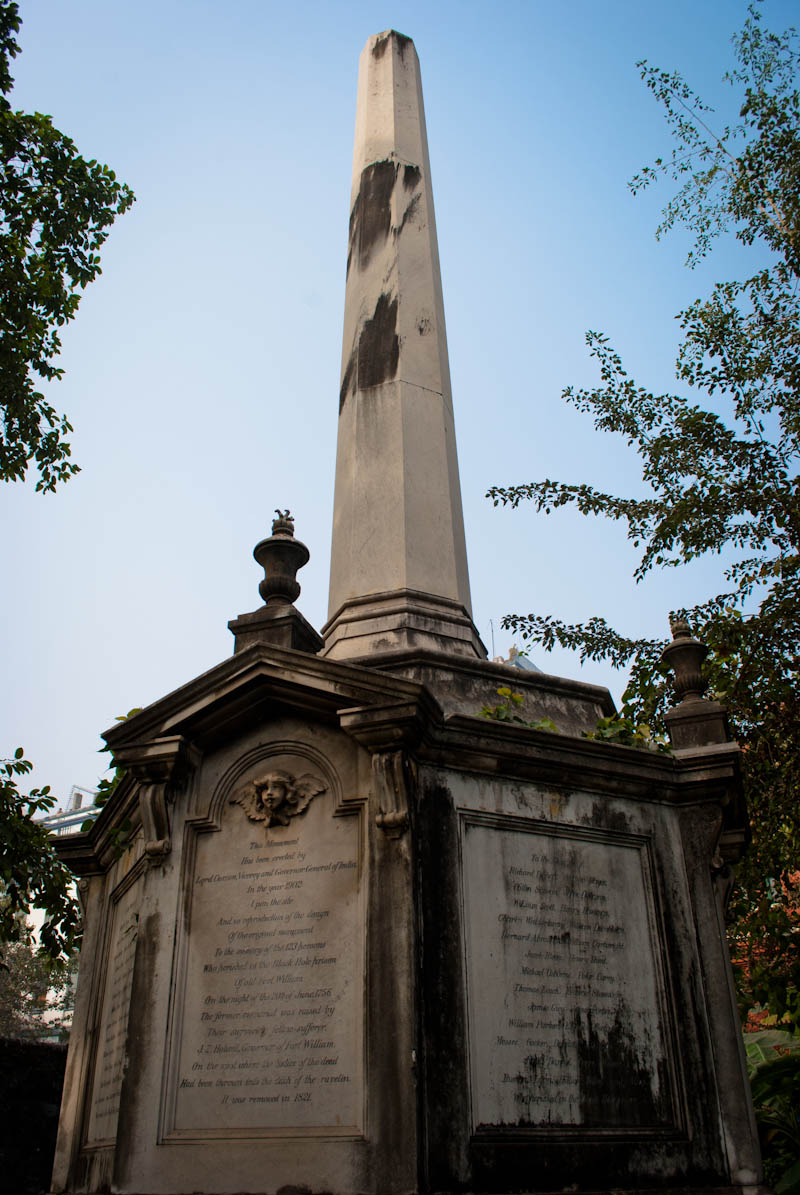
콜카타, 인도의 블랙 홀 기념물

포트 윌리엄은 동인도 회사의 무역을 보호하기 위해 벵갈 지방의 캘커타에 지어진 요새였다. 벵갈 지방의 태수였던 Siraj Ud Daulah은 영국의 간섭을 탐탁지 않게 여겼고 결국 포트 윌리엄을 공격하여 함락시켰다.
146명이나 되는 포로들은 인도 병사에 의해 가로 세로 각각 4.3m, 5.5m 정도 되는 방에 갇혔다. 더운 날씨에다 신선한 공기도 제대로 들어오지 않는 상황에서 이렇게 많은 사람들이 한 방에 갇히자, 포로들은 물을 주거나 풀어달라고 애원했다. 그러나 이미 잠자리에 든 태수를 감히 깨울 생각을 하지 못한 병사들은 아침까지 포로들을 계속 가두어두었다. 결국 시간이 지나면서 방에 갇힌 많은 사람들은 열사병으로 사망하거나, 질식해서 사망하거나, 아니면 다른 사람들에게 깔려 죽었다. 포로들은 다음 날 아침이 되어야 풀려났고 시체는 도랑에 버렸다고 한다.
이 소식이 영국 본토에 전해지자 영국인들은 흥분했고, 결국 정예 영국군이 파견되어서 태수의 군대를 격퇴시킨다. 훗날 포로들을 감금했던 방은 창고로 썼고 희생자를 위로하기 위해서 높이가 15m인 오벨리스크를 지었다.
실제로 하룻밤안에 얼마나 많은 사람이 죽었는지는 아직도 논란이 분분하다.
그리고 역사가들은 146명이 아닌 60여 명이 갇혔었고 40여 명이 사망한것으로 보고있다.

## 같이 보기
- 호아로 수용소